# Rasbora wilpita
Rasbora wilpita är en fiskart som beskrevs av Maurice Kottelat och Pethiyagoda, 1991. Rasbora wilpita ingår i släktet Rasbora och familjen karpfiskar. IUCN kategoriserar arten globalt som starkt hotad. Inga underarter finns listade i Catalogue of Life.